# Gran Premio New York City
Gran Premio New York City er et amerikansk éndags cykelløb der er blevet kørt siden 2024. Det er en del af UCI America Tour. Løbet har start på Manhattan, New York City og mål i Fort Lee, New Jersey.

## Vindere
| År   | Vinder           | Toer           | Treer             |
| ---- | ---------------- | -------------- | ----------------- |
| 2024 | Tibor Del Grosso | Wilmar Paredes | Johannes Adamietz |
| 2025 | Sean Christian   | Brayan Sánchez | Kasper Andersen   |